# Hello Baby!
Hello baby! è una comica muta del 1925 diretta da Leo McCarey con protagonista Charley Chase.
Il film fu pubblicato il 18 gennaio 1925.